# Murmillus

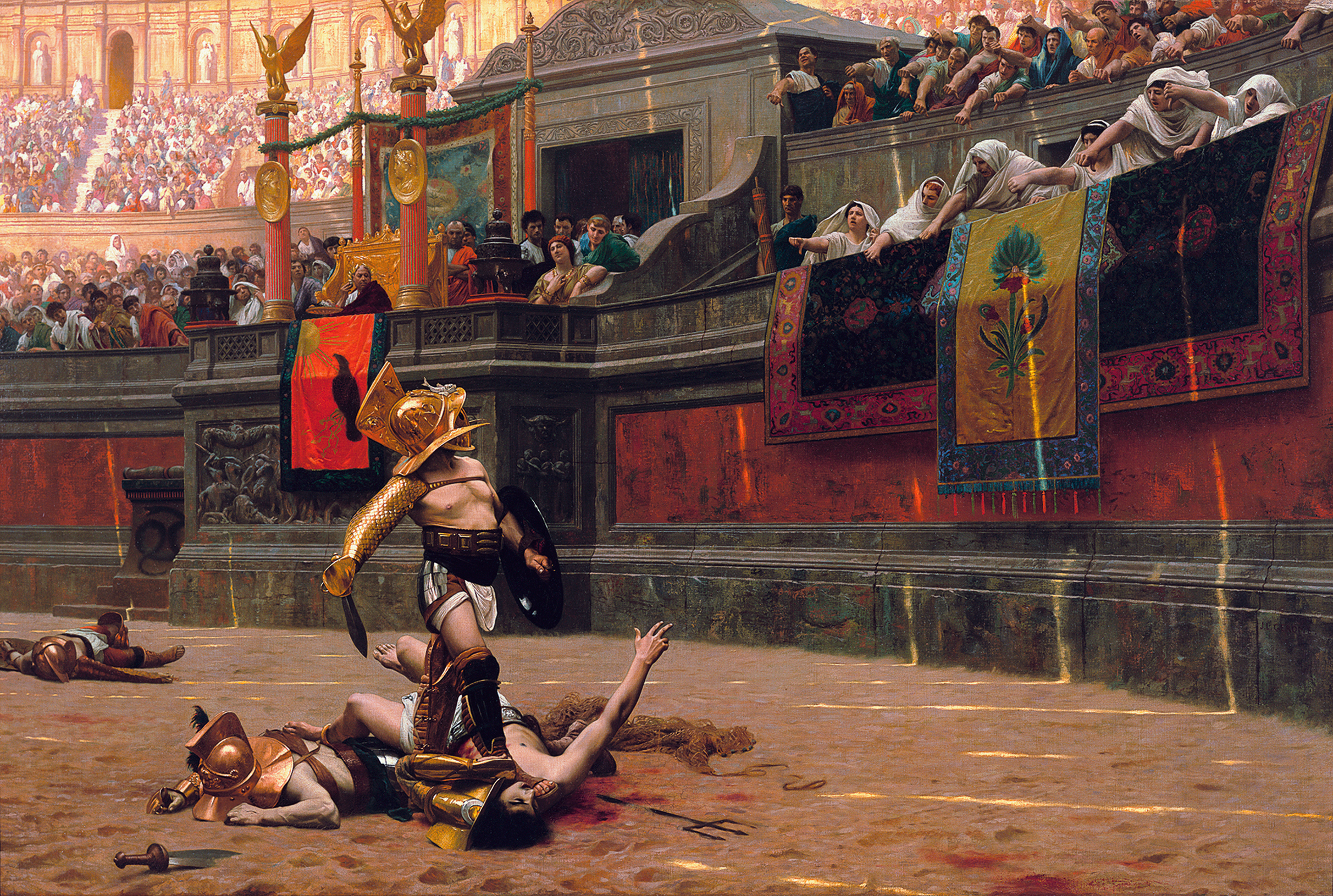
Murmillus - namaloval roku 1872 Jean-Léon Gérôme.

Murmillus (Murmillo) byl typ gladiátora, oblíbený pro svou univerzálnost a díky tomu se udržel v aréně po celou dobu trvání zápasů od samotného vzniku her až po jejich zánik. Předchůdcem byl bojovník zvaný Gallus (pojmenování pro bojovníky z Galie), jenž byl již v raném období římského impéria nahrazen za murmilla.
Charakteristickým rysem murmilla byla přilba s vysokým hřebenem na vrcholu, který spolu s širokým okrajem a obrazem ryby dotvářel typický obraz tohoto bojovníka. Označení Murmillo pochází z řeckého slova označující druh mořských ryb (thraex vs murmillo). Jeho další část výzbroje tvořila ještě bederní rouška, na levé noze pevný a těžký chránič sloužící k ochraně spodní části nohy, zahalení paže k ochraně pravé ruky. V ruce držel krátký rovný meč (gladius), od nějž je odvozeno pojmenování pro samotné gladiátory. Druhá ruka sloužila k obraně za pomocí zakřiveného obdélníkového štítu (známého z římských legií). Nejčastěji byl posílán do boje s Thrákem, Hoplomachosem či Retiariem.